# Копани (Доманёвский район)
Копани (укр. Копані) — село в Доманёвском районе Николаевской области Украины.
Население по переписи 2001 года составляло 279 человек. Почтовый индекс — 56429. Телефонный код — 5152. Занимает площадь 1,844 км².

## Местный совет
56429, Николаевская обл., Доманёвский р-н, с. Царедаровка, ул. Советская Армия, 12